# Las aventuras de Telémaco
Las aventuras de Telémaco (Les Aventures de Télémaque, fils d'Ulysse) es una novela didáctica escrita por François Salginac de la Mothe Fénelon, arzobispo de Cambrai, entre 1694 y 1697, mientras era preceptor de Luis de Francia, duque de Borgoña, hijo del Delfín y nieto de Luis XIV. 
La obra relata los viajes y aventuras del joven Telémaco, hijo de Ulises, acompañado por su tutor, Méntor quien es, en realidad, la diosa Minerva bajo apariencia humana. 
Fue publicada de manera anónima y sin conocimiento o permiso del autor, en 1699 y reimpresa en 1717 por la familia de Fénelon, siendo esta última la edición que se toma como modelo. Fue un libro muy leído durante el siglo XVIII, modelo para el aprendizaje del francés, traducido a varias lenguas y una de las obras fundamentales que dieron origen al movimiento de la Ilustración.

## Contenido
La obra se compone de 18 libros.

### Primer libro

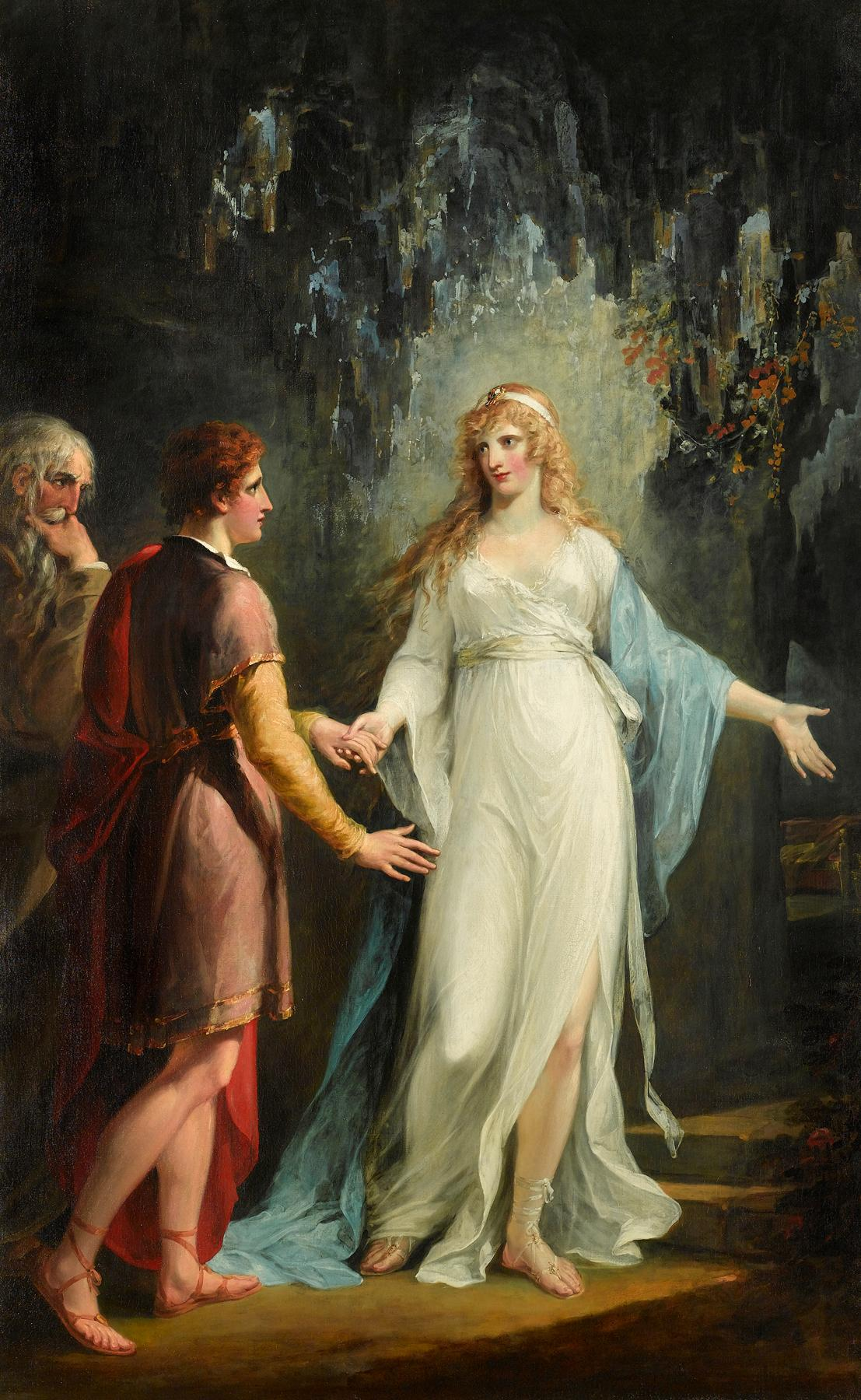
Calipso recibe a Telémaco y a Méntor en la caverna (Calypso receiving Telemachus and Mentor in the Grotto), óleo de William Hamilton

Telémaco es arrojado por una tormenta a la isla de Calipso. Esta diosa, desconsolada por la partida de Ulises, da al hijo de este héroe la acogida más favorable, y, concibiendo inmediatamente para él una pasión violenta, le ofrece la inmortalidad, si desea permanecer con ella. Presionado por Calipso para que cuente la historia de sus aventuras, le cuenta su viaje, dirigido por Minerva la cual ha asumido la figura de Méntor, a Pilos y Esparta, su naufragio en la costa de Sicilia, el peligro que corrió allí de ser inmolado en honor del difunto Anquises, padre de Eneas, la ayuda que Mentor y él dieron a Acestes, rey de este país, en una incursión de los bárbaros, y la gratitud que este príncipe les mostró, al darles pasaje en una nave fenicia para volver a Ítaca.

### Segundo libro

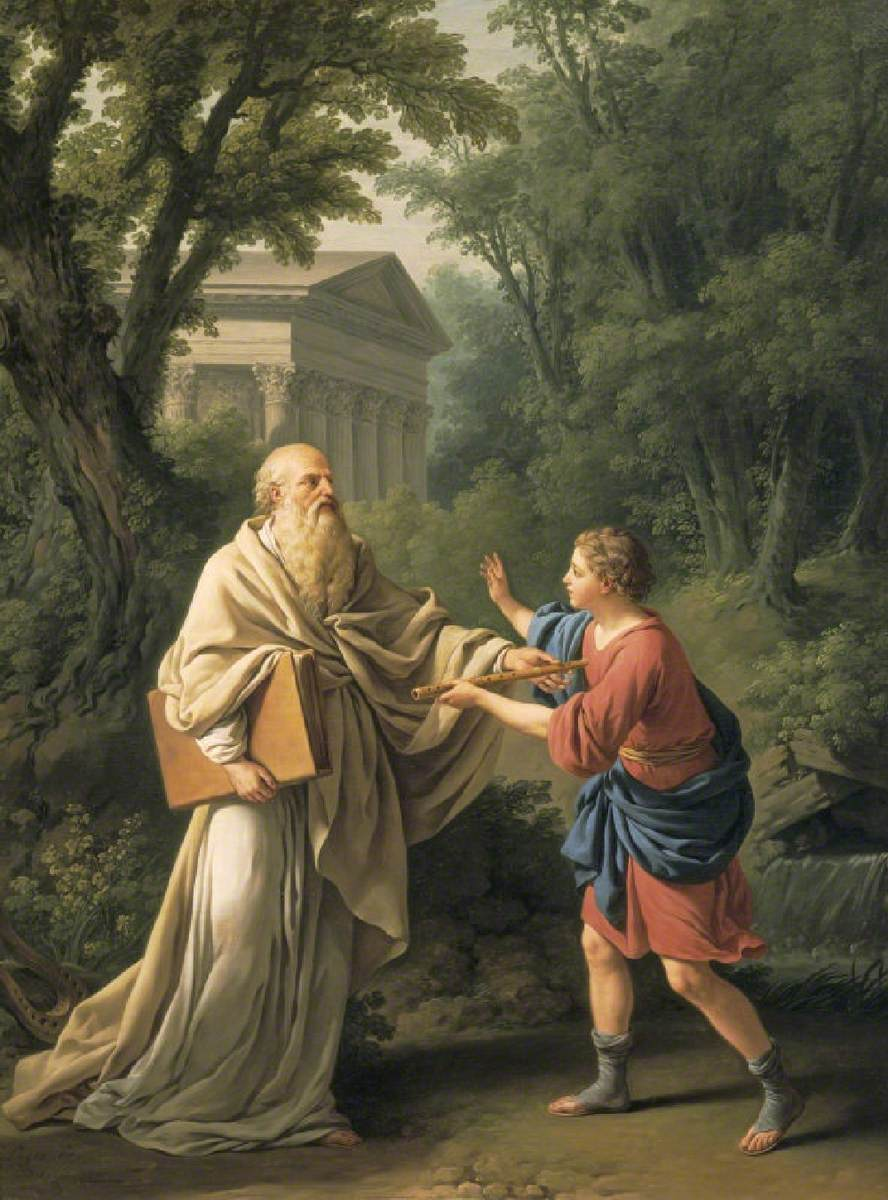
Telémaco y Termosiris (Télémaque et Thermosiris) óleo sobre tela, Louis Jean François Lagrénée (1770). National Trust

Continua el relato de Telémaco. El barco tirio en el que viajaba fue capturado por las naves del rey egipcio Sesostris, Méntor y él fueron hechos prisioneros y llevados a Egipto. Se describen las riquezas y maravillas de este país, y la sabiduría de su gobierno. Los protagonistas son conducidos ante Sesostris, quien los somete al juicio de uno de sus oficiales, de nombre Metofis. Por orden suya, Mentor es vendido a los etíopes, quienes lo llevan a su país, y Telémaco es empleado como pastor en el desierto de Oasis. Allí, Termosiris, sacerdote de Apolo, suaviza el rigor de su destierro enseñándole a imitar al dios, quien, obligado a custodiar los rebaños de Admeto, rey de Tesalia, se consolaba de su deshonra puliendo las costumbres salvajes de los pastores. Sesostris, informado de como se comportaba Telémaco en Oasis, lo llamó, reconoció su inocencia y prometió enviarlo de regreso a Ítaca. Sin embargo, la muerte del faraón sumió a Telémaco en nuevas desgracias: es encarcelado en una torre al borde del mar, desde donde ve perecer a Bocoris, nuevo rey de Egipto, en una lucha contra sus súbditos sublevados.

### Tercer libro
Telémaco sigue narrando sus viajes. El nuevo rey, sucesor de Bocoris, libera a los prisioneros fenicios, entre ellos Telémaco, quien es llevado al barco de Narbal, comandante de la flota tiria. Durante el viaje, Narbal menciona el poder de los fenicios y la triste esclavitud a la que habían sido reducidos por el cruel Pigmalión. Telémaco, llega a Tiro y observa atentamente la opulencia de esta gran ciudad; ante sus preguntas, Narbal le cuenta por qué medio ha llegado a tan floreciente estado. Cuando Telémaco está a punto de embarcarse para la isla de Chipre, Pigmalión  trama asesinarlo; Astarbé, amante del tirano, lo salva y hace dar muerte a otro joven en su lugar. Telémaco finalmente se embarca en un navío chipriota para regresar a su patria.

### Cuarto libro
Telémaco al día siguiente continúa contando su historia. Después de desembarcar en Chipre, cuenta las costumbres disolutas de los habitantes y las obras de arte frívolas que lo turbaron. En ese momento reaparece Méntor, quien había sido vendido en Damasco a un rico mercader llamado Hazael.  Este comerciante acepta llevar a ambos en su barco, rumbo a la isla de Creta.

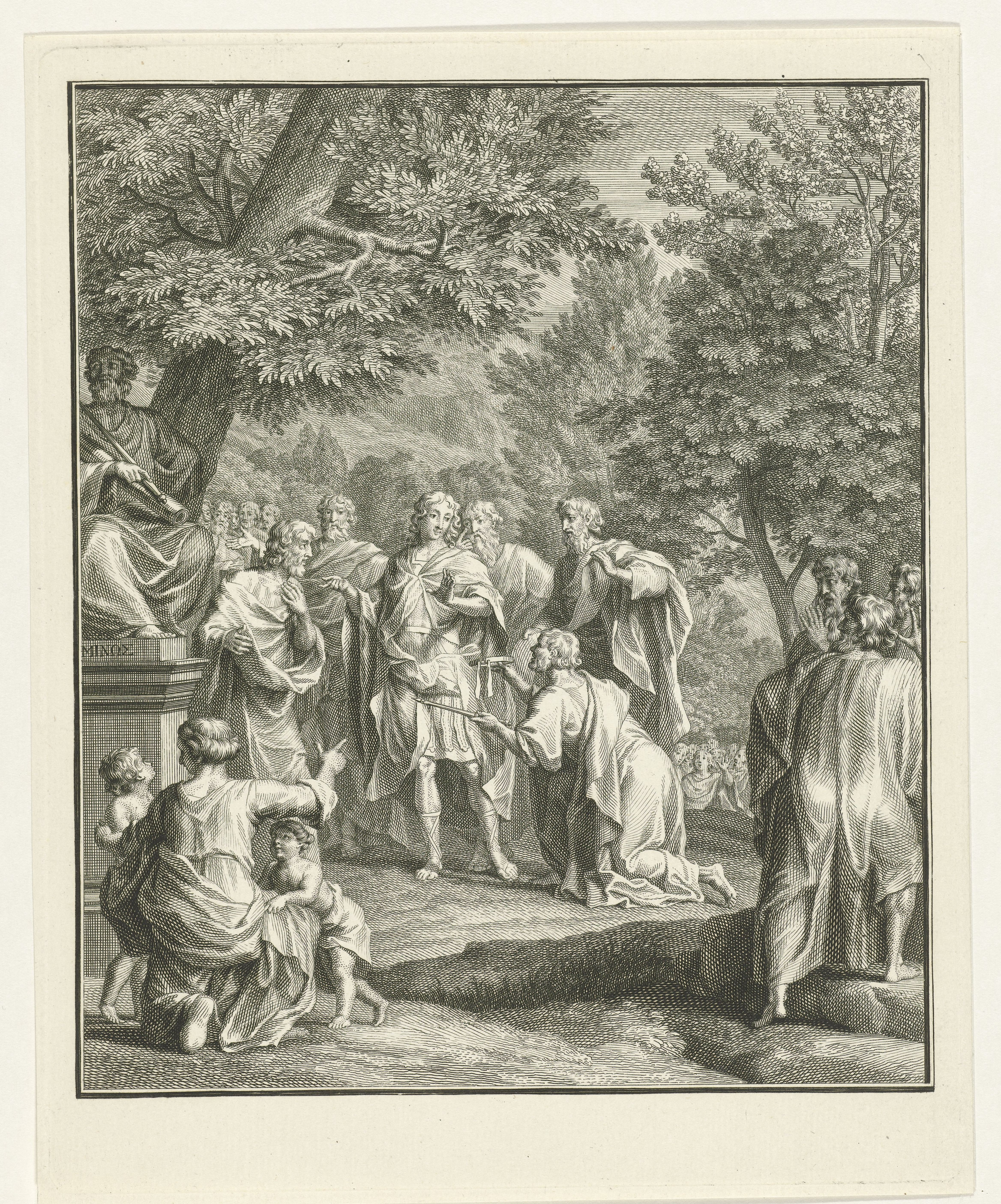
Telémaco rechaza la corona y el cetro de los cretenses. Aguafuerte de Jan Wandelaar (entre 1758 - 1767).

### Quinto libro
Se describe la riqueza y fertilidad de Creta, los modales de sus habitantes,y su prosperidad bajo las sabias leyes de Minos. Telémaco se entera de que Idomeneo, el rey compañero de su padre, ha sacrificado a su hijo y que los cretenses, indignados, lo forzaron al exilio. Reunidos para elegir otro rey, Telémaco, que ha destacado por su habilidad atlética y su sagacidad, es propuesto como soberano y aclamado por la asamblea. Él, sin embargo, se rehúsa a gobernar sobre los cretenses, prefiriendo la pobre Ítaca a la opulencia de Creta. En su lugar sugiere coronar a Méntor, quien también se niega. Finalmente Aristodemo, a instancias del propio Méntor, es elegido soberano. Poco después, Mentor y su protegido suben a un barco cretense para regresar a Ítaca. Entonces Neptuno, para consolar a la irritada Venus, provoca una horrible tormenta que destroza la nave. Los protagonistas, no obstante, escapan de este peligro agarrándose a los restos del mástil y, empujados por las olas, arriban a la isla de Calipso.

### Sexto libro

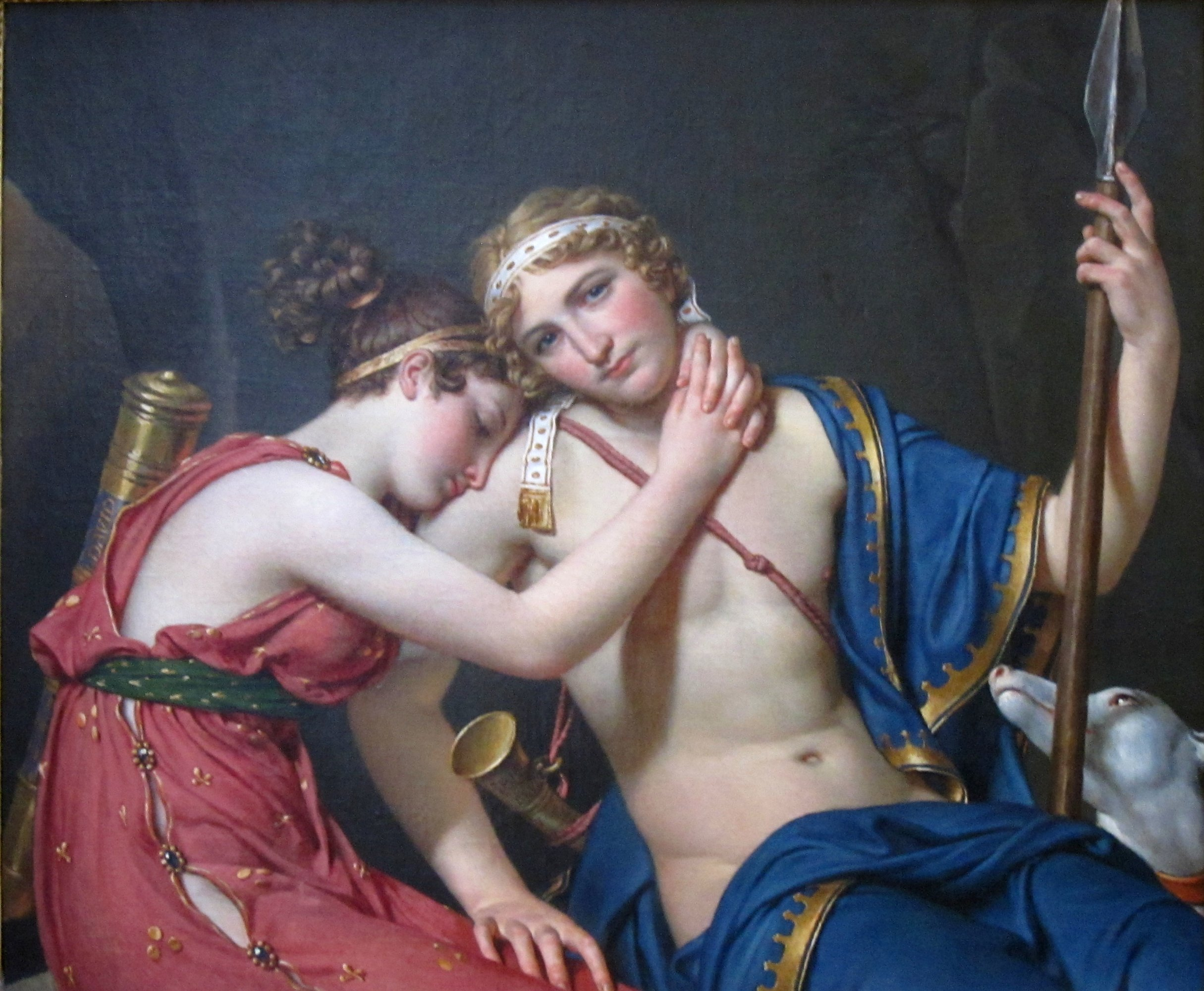
Despedida de Telémaco y Eucaris (Les Adieux de Télémaque et d'Eucharis) óleo sobre tela de Jacques-Louis David (1818). Museo J. Paul Getty, Los Ángeles.

Calipso, fascinada por la historia de Telémaco, se enamora apasionadamente del joven y solicita la ayuda de Venus, quien lleva a su hijo Cupido a la isla para que atraviese con sus flechas el corazón del hijo de Ulises. Telémaco es herido pero se apasiona por la ninfa Eucaris y desea permanecer en la isla pese a las advertencias de Méntor. Cuando Calipso comprende que el joven ama a la ninfa, decide expulsarlo de su reino e insta a Méntor a construir un barco para retornar a Ítaca. Mientras Mentor conduce a Telémaco hacia la orilla para embarcar, Cupido va a consolar a Calipso y obliga a las ninfas a quemar la embarcación; al ver las llamas, Telémaco siente una alegría secreta; pero su tutor, que lo nota, lo arroja al mar junto con él. A lo lejos divisan un barco y se aproximan.

### Séptimo libro
Méntor y Telémaco llegan a la nave que resulta ser fenicia y está capitaneada por Adoam, hermano de Narbal. Al reconocer a Telémaco, promete llevarlo a Ítaca y le cuenta la trágica muerte de Pigmalión con Astarbé, y la elevación al trono de Balézer. Durante una comida que Adoam da a Telémaco y Mentor, el aedo Aquitoas, con los dulces acordes de su voz y su lira, reúne alrededor del barco a los Tritones, las Nereidas, las demás divinidades del mar y hasta los mismos monstruos marinos. Mentor, tomando una lira, la toca con tanto arte que Aquitoas, celoso, deja caer la suya. Adoam relata las maravillas de la Bética, su clima templado y sus riquezas, cuyos habitantes llevan la vida más feliz en perfecta sencillez de modales.

### Octavo libro
Venus, aún irritada contra Telémaco, le pide a Júpiter su muerte, pero el soberano de los dioses le dice que el Destino no permite que perezca. Entonces la diosa acude a Neptuno, quien envía al piloto Acamas una divinidad engañosa, que encanta sus sentidos y lo hace entrar con las velas desplegadas en el puerto de Salento, creyendo haber llegado a Ítaca. Idomeneo, ahora rey de Salento, los recibe con afecto y los conduce al templo de Júpiter, donde había ordenado un sacrificio por el éxito de una guerra contra los mesapios de Manduria. El sacerdote, consultando las entrañas de las víctimas, asegura al rey que deberá su felicidad a sus dos nuevos huéspedes.

### Noveno libro
Idomeneo informa a Mentor sobre el tema de la guerra contra los mandurios y las medidas que ha tomado contra sus incursiones. Méntor le ofrece otras más efectivos. Durante esta entrevista, los mandurios se presentan a las puertas de Salento, con un numeroso ejército compuesto por varios pueblos vecinos, al verlos, Méntor les propone un medio para terminar la guerra sin derramamiento de sangre, él y Telémaco, quien lo había seguido, se ofrecen como rehenes para responder por la lealtad de Idomeneo a los términos de paz. Después de cierta resistencia, los mandurianos aceptan los sabios consejos de Méntor, quien inmediatamente convoca a Idomeneo para hacer las paces en persona. Se dan rehenes, y ofrecen sacrificios en común para la confirmación de la alianza. Entre los reyes aliados reencuentran a Néstor, quien con sus hijos había venido de Pilos para fundar Metaponto.

### Décimo libro
Los nuevos aliados proponen a Idomeneo unirse a su liga contra los daunios; éste acuerda y les promete tropas. Méntor lo critica por involucrarse tan a la ligera en una nueva guerra, cuando necesitaba una larga paz para consolidar su reino apenas fundado. Idomeneo acepta las palabras del sabio y envía a un contingente de solamente cien cretenses en apoyo a los mandurios, entre ellos va Telémaco. Méntor propone a Idomeneo nuevas leyes para Salento: divide al pueblo en siete clases, cuyos rangos distingue por la diversidad de vestidos, prohíbe el lujo y las artes inútiles, para aplicar los artesanos a las artes necesarias, al comercio, y sobre todo a la agricultura. Esta reforma logra la prosperidad del reino.

### Decimoprimer libro
Idomeneo le cuenta a Mentor la causa de todas sus desdichas, su ciega confianza en Protesilao y las artimañas de este favorito, para disgustarlo con el sabio y virtuoso Filocles. Relata como, habiéndose dejado advertir contra él, hasta el punto de creerle culpable de una horrible conspiración, envió en secreto a Timócrates para matarlo. Timócrates, habiendo fallado su atentado, fue arrestado por Filocles, a quien le reveló las maquinaciones de Protesilao. Disgustado, Filocles se retiró a la isla de Samos. Idomeneo finalmente descubrió los artificios de Protesilao; pero no se atrevió a perderlo y siguió confiando ciegamente a él, dejando al fiel Filocles pobre y deshonrado en su retiro. Méntor hace comprender al rey la injusticia de su conducta y lo obliga a desterrar a Protesilao y llamar de regreso a Filocles. Éste, feliz de llevar en Samos una vida pobre y solitaria, consiente a duras penas en volver a la corte de Idomeneo. Al final, después de haber reconocido que los dioses así lo quieren, se embarca y llega a Salento, donde Idomeneo, enteramente cambiado por el sabio consejo de Méntor, le da una honorable bienvenida.

### Décimo segundo libro

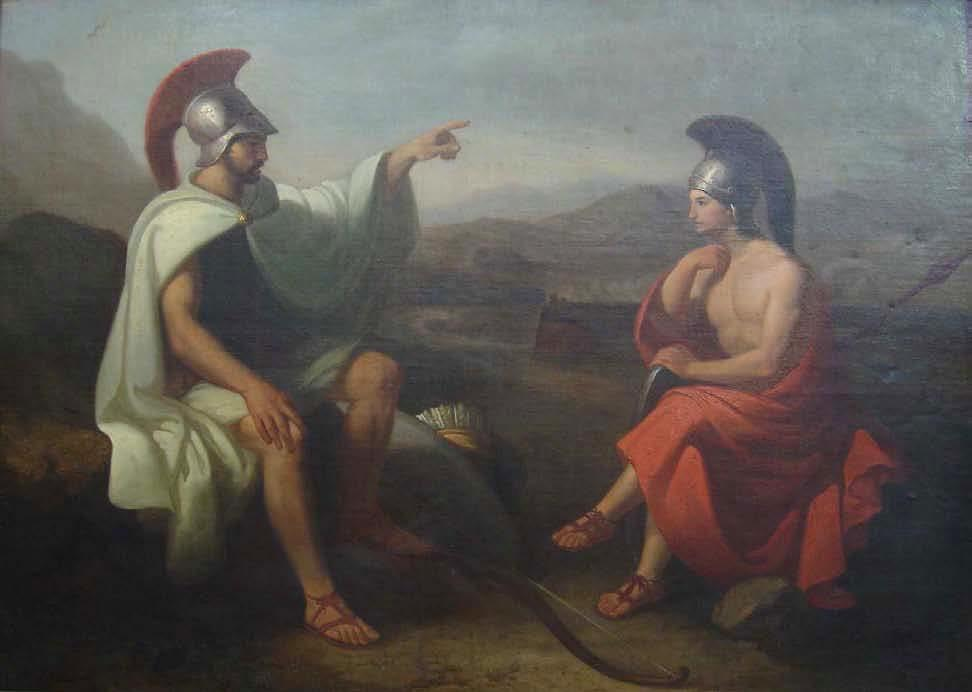
Filoctetes relata sus aventuras a Telémaco (Telêmaco Ouvindo as Aventuras de Filictone) óleo sobre tela, Francisco Nery (sigloXIX). Museo Don Juan VI, Río de Janeiro.

Telémaco, durante su estancia entre los aliados, se gana el afecto de sus principales jefes, y el de Filoctetes, al principio indispuesto contra él, a causa de su padre, Ulises. Filoctetes le cuenta sus aventuras y le muestra los efectos desastrosos de la pasión amorosa, a través de la trágica historia de la muerte de Hércules. Relata cómo obtuvo de este héroe las flechas fatales, sin las cuales la ciudad de Troya no podría ser tomada; cómo fue castigado por haber traicionado el secreto de la muerte de Hércules, los males que tuvo que sufrir en la isla de Lemnos y, finalmente, cómo Ulises usó a Neoptólemo para inducirlo a ir al sitio de Troya, donde fue curado de su herida por Macaón y Podalirio, hijos de Esculapio.

### Decimotercer libro
Telémaco, durante su estancia con los aliados, encuentra grandes dificultades entre tantos reyes celosos unos de otros. Entra en una disputa con Falanto, jefe de los lacedemonios de Tarento, a causa de ciertos prisioneros daunios cuya pertenencia reclamaban ambos. Mientras se discute la causa en la asamblea, Hipias, hermano de Falanto, toma los prisioneros para llevarlos a Tarento. Telémaco, irritado, ataca con furia a Hipias y lo derrota en combate singular. Adrasto, rey de Daunia, informado de la querella, aprovecha para atacarlos; apresa y quema las naves de los aliados, mata a Hipias e hiere gravemente a Falanto. Al enterarse, Telémaco, sale precipitadamente del campamento, reúne en torno suyo al ejército de los aliados, y dirige los movimientos con tanta sabiduría que hace retroceder, en poco tiempo, al enemigo. Hubiera obtenido una victoria completa, si no se hubiera levantado una tormenta que separó a ambos ejércitos. Después del combate, Telémaco conforta a los heridos, especialmente de Falanto, a cuyo hermano Hipias brinda un solemne funeral. En este capítulo se describe el escudo de Telémaco, inspirado en la descripción de los escudos de Aquiles y Eneas.

### Décimo cuarto libro

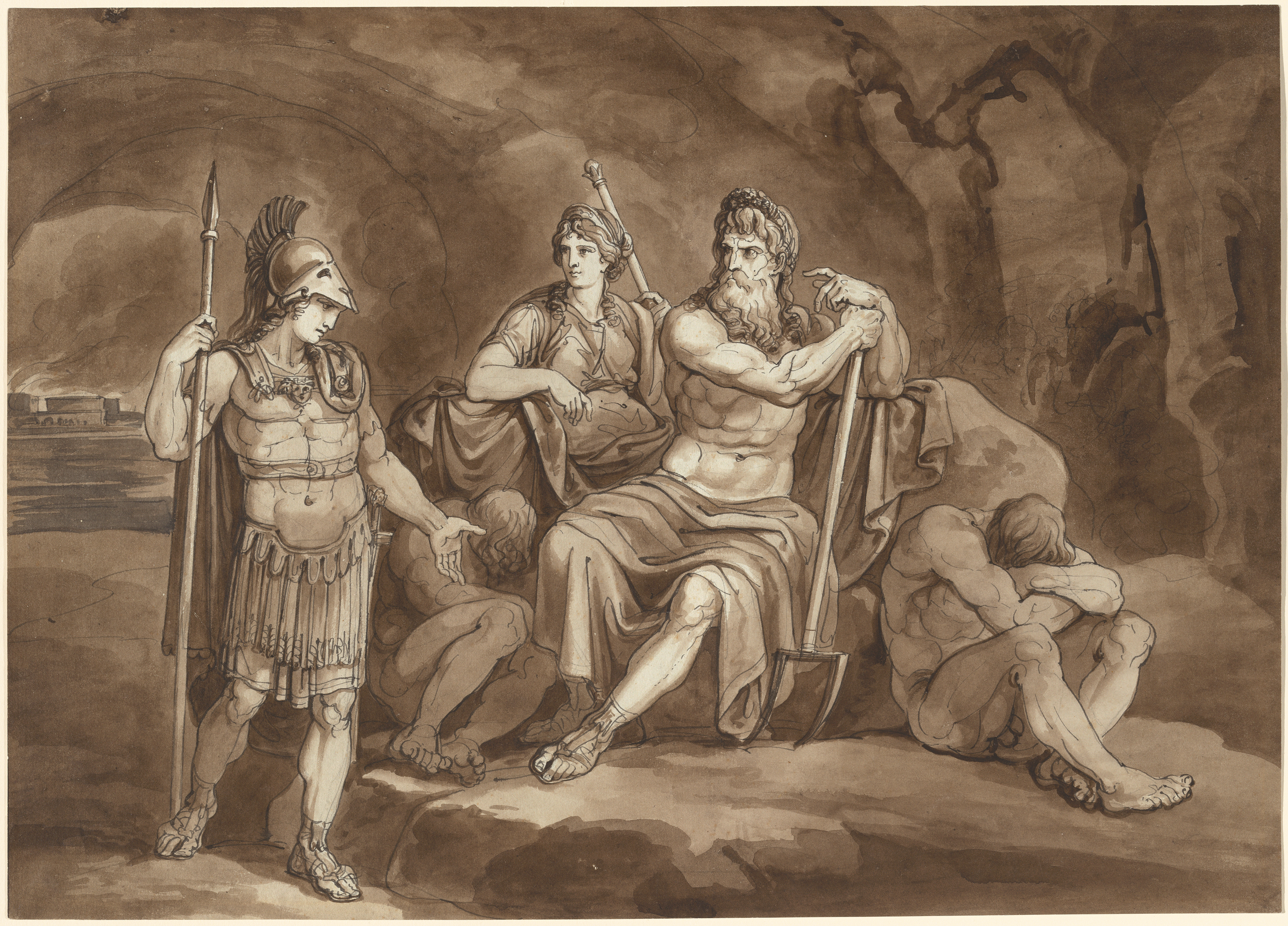
Telémaco pide permiso a Plutón para buscar a su padre en el inframundo. Gouache sobre grafito, Bartolomeo Pinelli (1809).Galería Nacional, Washington.

Telémaco, persuadido por varios sueños de que su padre Ulises ya no está vivo, ejecuta el plan, que había concebido durante mucho tiempo, de ir a buscarlo al inframundo. Se escabulle del campamento durante la noche, y se dirige a la famosa cueva de Aqueronte. Se sumerge en ella y pronto llega al borde del río Estigia, donde Caronte lo recibe en su bote. Se presenta ante Plutón, quien le permite buscar a su padre en el Hades; el joven atraviesa el Tártaro, donde ve los tormentos sufridos por los ingratos, los perjuros, los impíos, los hipócritas y especialmente los malos reyes. Entra entonces en los Campos Elíseos, donde contempla con deleite la felicidad de que gozan los hombres justos, y sobre todo los buenos reyes, que en vida han gobernado sabiamente a los hombres. Es reconocido por Arcesio, su bisabuelo, quien le asegura que su padre está vivo y que pronto recuperará el poder en Ítaca, donde él, su hijo, reinará después de Ulises. Arcesio instruye a Telémaco en el arte de gobierno. Después de esta entrevista, Telémaco abandona el reino de Plutón y regresa rápidamente al campamento de los aliados.

### Décimo quinto libro

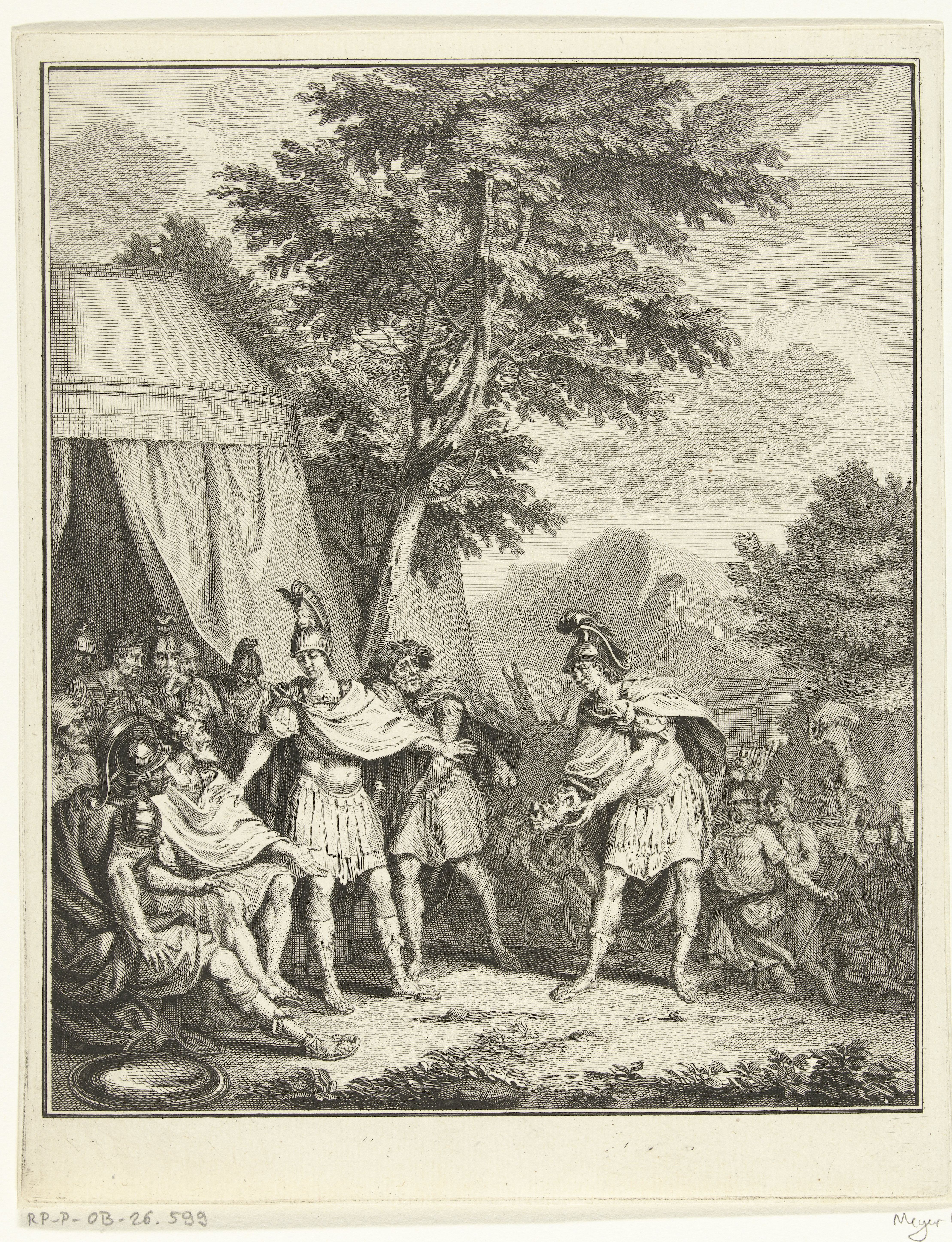
Telémaco muestra la cabeza de Ificles a Adrasto (Telemachus toont het hoofd van Iphikles aan Adrastus), aguafuerte atribuido a Louis Fabritius Dubourg (1734). Rijksmuseum, Ámsterdam.

Telémaco, en una asamblea de los jefes del ejército, combate la política de dejar a Venusia en poder de los lucanos al contrario del tratado jurado. No muestra menos sabiduría en el caso de dos desertores, uno de los cuales, llamado Acante, había sido comisionado por Adrasto para envenenarlo; el otro, un daunio llamado Dióscoro, había ofrecido a los aliados la cabeza de Adrasto. Se opone a ejecutar al primero por una mera sospecha y, confirmada su malicia por un astuto ardid, lo condena solamente al destierro. En cuanto al segundo, se rehúsa a emplear a un traidor, a pesar de la maldad de Adrasto, porque esto implicaría sustituir la guerra directa por el disimulo y la mala fe, por lo cual lo envía prisionero al jefe enemigo. La generosidad del hijo de Ulises irrita a Adrasto, quien lanza un nuevo ataque contra los aliados. Durante la batalla que sigue, Telémaco suscita la admiración general por su coraje y su prudencia. En el combate muere Pisístrato, el hijo del anciano Néstor. Se entabla una lucha a muerte entre Adrasto y el protagonista, en la cual el primero es derrotado y suplica por su vida. Telémaco lo perdona, pero Adrasto, traicionero, lo ataca de nuevo y entonces el joven héroe lo atraviesa con su espada. Los daunios se rinden y piden, como única condición para la paz, que se les permita elegir un rey de su propia nación.

### Décimo sexto libro
Los líderes del ejército se reúnen para deliberar sobre la solicitud de los daunios. Telémaco, después de haber rendido los últimos honores a Pisístrato, va a la asamblea, donde la mayoría opina dividir entre ellos el país de los daunios y ofrecer a Telémaco, por su parte, la fértil tierra de Argiripa (Arpi) cerca de la actual Foggia. Lejos de aceptar este ofrecimiento, el joven demuestra que el interés común de los aliados es dejar sus tierras a los daunios, y darles por rey a Polidamante, célebre capitán de su nación, estimado no menos por su sabiduría que por su valor. Los aliados consienten en esta elección, que llena de alegría a los daunios. Entonces Telémaco los persuade para que entreguen Argiripa a Diómedes, rey de Etolia, quien era objeto de la ira de Venus, a quien había herido durante el sitio de Troya. Terminada la guerra, los príncipes quieren en separarse para volver cada uno a su patria.

### Décimo séptimo libro
Telémaco, de regreso en Salento, admira el estado floreciente del campo; pero se sorprende al no encontrar en la ciudad la magnificencia que brillaba por doquier antes de su partida. Méntor le da las razones de este cambio: le muestra en qué consiste la riqueza sólida de un estado y le expone las máximas fundamentales del arte de gobernar. Telémaco abre su corazón a su maestro sobre su inclinación por Antíope, hija de Idomeneo; Méntor le asegura que los dioses pretenden que ella sea su esposa, pero añade que ahora solo debe pensar en partir hacia Ítaca. Idomeneo, temiendo la partida de sus sabios huéspedes, le propone a Mentor varios negocios difíciles para los cuales, dice, todavía necesitaba su ayuda. Méntor le esboza la conducta que debe seguir, y persiste en embarcarse lo antes posible. El rey intenta detenerlos invitándolos a una partida de caza, durante la misma Telémaco lo salva de ser muerto por un jabalí. Después de esto, Idomeneo, incapaz ya de retener a sus invitados, cae en una gran tristeza; Méntor lo consuela y finalmente obtiene su consentimiento para irse. Se separan con las más vivas demostraciones de estima y amistad.

### Décimo octavo libro

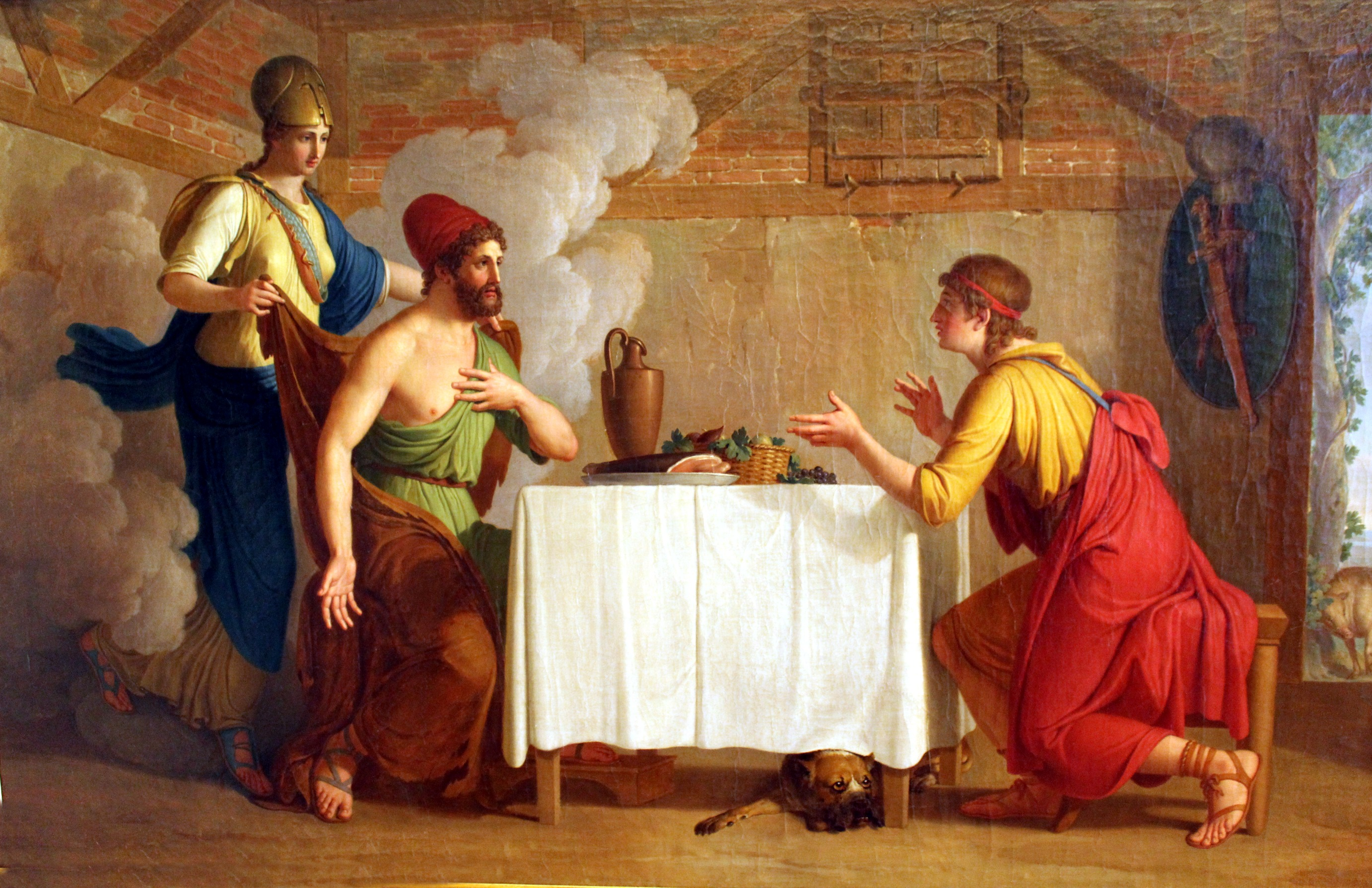
Telémaco reconoce a su padre Odiseo en la casa del porquero Eumeo. Óleo de Johann August Nahl, el joven. Palacio de Weimar.

Durante la navegación, Telémaco conversa con Méntor sobre los principios de un gobierno sabio, y en particular sobre los medios para conocer a los hombres y emplearlos según sus talentos. Durante esta entrevista, la calma del mar los obliga a desembarcar en una isla, en la cual también se encuentra Ulises. Ambos se encuentran pero Telémaco no lo reconoce. Después de la partida de Ulises, el joven siente una secreta inquietud cuya causa no puede explicar;  Méntor le asegura que pronto se reunirá con su padre. Telémaco entonces propone hacer un sacrificio a Minerva. Finalmente, la diosa misma, se revela oculta bajo la figura de Méntor. Ya en forma divina, da al joven sus instrucciones finales y desaparece. Telémaco se apresura a partir y llega a Ítaca, donde encuentra a su padre en la choza del fiel Eumeo.

## La novela

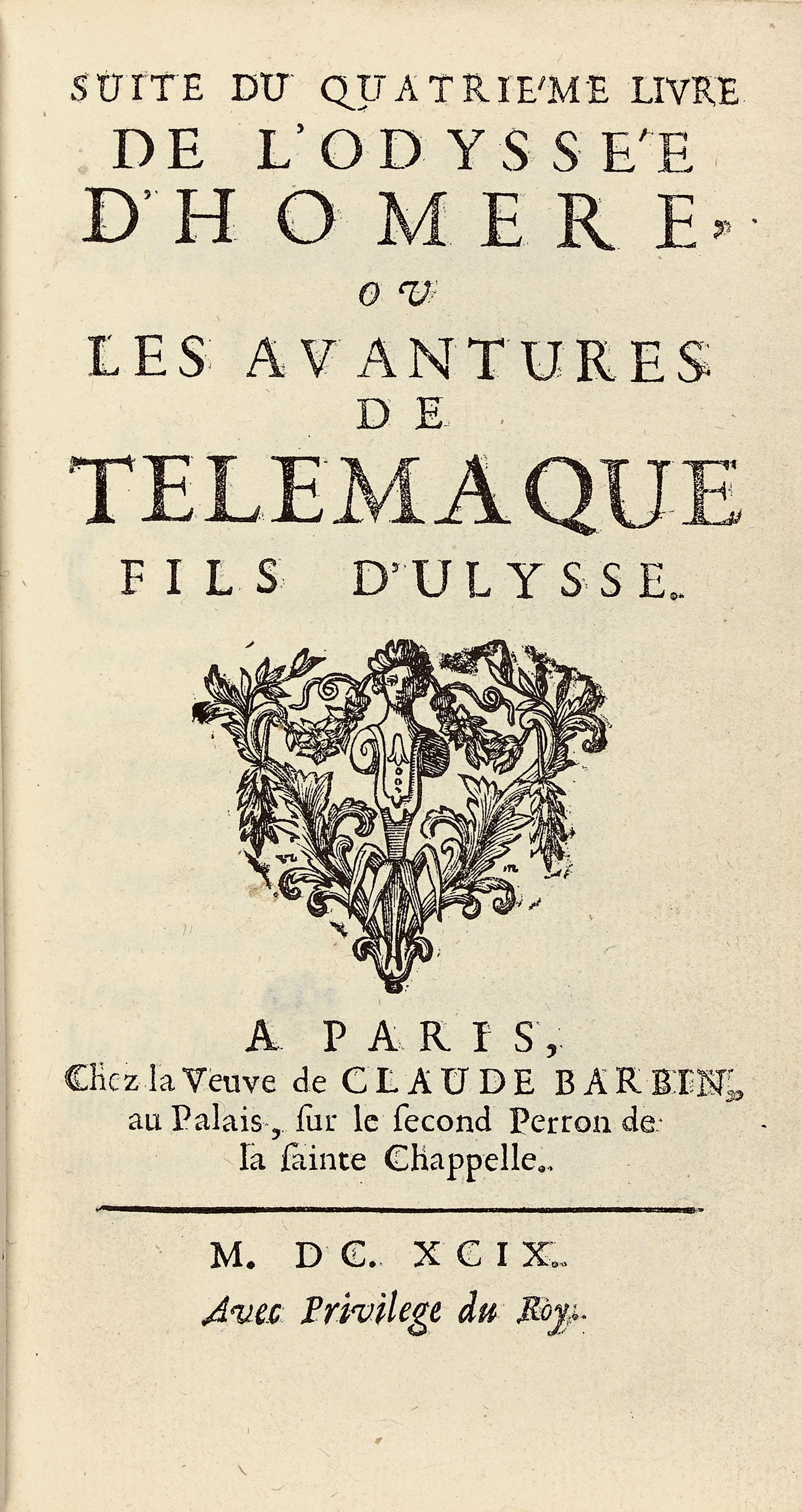
Portada de la primera edición de la obra. Sin nombre de autor. Suite du quatrième livre de l'Odyssée d'Homère, ou les Avantures (sic) de Télémaque, fils d'Ulysse. Veuve de Claude Barbin, París 1699.

### Historia y propósito
Las aventuras de Telémaco es a la vez una novela de aprendizaje, un relato de aventuras y un texto político antiabsolutista. Fue compuesta para Luis de Francia, entonces duque de Borgoña, hijo mayor de Luis, el Gran Delfín y María Ana Cristina de Baviera, de quien Fénelon era tutor. Esta novela fue causa de la caída en desgracia del autor, anteriormente desterrado a Cambrai por Luis XIV, pero también de su celebridad posterior. 
La composición de la obra se remonta a la elección de Fénelon como maestro del duque de Borgoña. En efecto, en agosto de 1689 Luis XIV nombró a Paul, duque de Beauvilliers, como tutor general de su nieto, Luis duque de Borgoña (quien moriría sin llegar a reinar), del duque de Anjou (futuro Felipe V de España), y de su hijo menor, el duque de Berry. Beauvilliers escogió a su amigo, abate de Fénelon, como preceptor de los jóvenes príncipes. A fin de cumplir esta tarea, que consistía en enseñar sus deberes a los herederos de uno de los más poderosos monarcas de la época, el sabio produjo una gran cantidad de escritos, desde gramáticas hasta versiones de los clásicos. En el marco de esa producción literaria, es cuando escribe las Aventuras de Telémaco, como síntesis de los principios fundamentales que deseaba inculcar en su discípulo real. La redacción comenzó en 1694 bajo la forma de un espejo de príncipes, un género difundido desde la Baja Edad Media y el Renacimiento y de una novela pedagógica. Se trata, en sus propias palabras, de una narración fabulosa en forma de poema heroico». La novela está terminada en 1696, cuando Luis ha cumplido los doce años.
Fénelon aprovecha los cantos de la Odisea que cuentan el viaje de Telémaco en busca de Ulises, a veces llamados Telemaquia, y sobre esa narración relata las andanzas del joven itacense, acompañado por Minerva, en la figura de Méntor. El autor amplía el viaje de Telémaco con elementos de la mitología clásica y posclásica, temas de la novela de aventuras de la Antigüedad Tardía, y las reflexiones etnográficas, históricas y políticas de numerosos autores, desde los clásicos hasta las crónicas de viajes de la Era de los Descubrimientos. En ese sentido es más que una continuación de la Odisea, como la calificó su autor, sino una síntesis de lo que en el siglo XVII era una educación clásica; además de Homero, hay influencias de Heródoto en la descripción de pueblos lejanos, de Platón, en la ética, de Jenofonte, autor de la Ciropedia, lejano antecedente del Telémaco, y de Aristóteles en el estudio de las leyes. En el relato sobre Filoctetes se pone en prosa la tragedia homónima de Sófocles y en la narración del encuentro entre el protagonista y Eucaris, aparecen temas de Teócrito. La novela es, así, un recorrido por la erudición clásica y un vehículo para la enseñanza moral y política. Méntor, figura del pedagogo, representa a la razón y la sabiduría, Telémaco, el alumno, es la juventud llena de audacia y buenas intenciones, pero arrebatada y sujeta a las pasiones. Méntor es, por supuesto, Fénelon, y Telémaco, Luis de Francia.  
El tercer personaje en importancia de la obra es el rey de Creta, y luego de Salento, Idomeneo; en su carácter se descubren rasgos que aluden al rey y su figura ha sido interpretada como una crítica, a menudo satírica, del reinado de Luis XIV. Según Mariano Collado, traductor al español de la obra, no era intención de Fénelon censurar a la persona del monarca, y él mismo, en ocasión de su destierro definió como falsas dichas alusiones. Sin embargo, su crítica implícita al absolutismo, fue vista por sus contemporáneos como un manifiesto en favor del derecho natural contra el derecho divino. Desde este punto de vista, la obra de Fénelon ejerció una profunda influencia en el pensamiento filosófico de la Ilustración. En efecto, aunque ambientada en una época remota y en lugares legendarios, la novela fue reconocida como una crítica mordaz  al gobierno de Luis XIV, cuyas guerras e impuestos sobre el campesinado habían reducido al país a la hambruna. El monarca, quien previamente había desterrado de Versalles a Fénelon debido a una controversia religiosa vinculada a los quietistas, estaba tan enojado con el libro que mantuvo la restricción de movimientos del antiguo tutor, incluso cuando éste abjuró y se resolvió la disputa religiosa. El duque de Beauvillers y el propio heredero, Luis, pidieron el retorno del abate, pero el rey se mantuvo inflexible.   

### Suceso
La novela obtuvo inmediatamente un gran éxito. Entre el comienzo del siglo XVIII y hasta 1914, fue uno de los libros más reeditados y más leídos de toda la literatura francesa, y un referente inevitable de la europea. 
La primera edición fue publicada de manera ilegal (sin el consentimiento del autor) en 1699 cuando Fénelon, que desagradaba a Luis XIV, ya estaba relegado a su obispado de Cambrai. Estos primeros ejemplares fueron destruidos nada más aparecer, pero nuevas ediciones, también no autorizadas, continuaron publicándose. Ya de 1699 existen cinco ediciones diferentes, más una traducción al español, todas publicadas en los Países Bajos por el editor neerlandés Adrian Moetjens. El texto de referencia, no obstante, y considerado el original para las ediciones posteriores data de 1717.

## Temas
En el relato del viaje de Telémaco aparecen muchas clases de sociedades. El pueblo de Creta es presentado como un modelo de sobriedad y de trabajo, ajeno al lujo y a la riqueza. El de la Bética responde al modelo de la edad de oro. Allí los hombres viven «sin dividir las tierras» y «todos los bienes son colectivos: los frutos de los árboles, las legumbres de la tierra, la leche de los rebaños son riquezas tan abundantes que los pueblos sobrios y moderados no tienen necesidad de repartirlas». Por su parte Salento, reformada por Mentor, es el modelo de la ciudad-estado: «Para mantener a tu pueblo en la moderación —aconseja a Idomeneo— es necesario decretar desde ahora mismo la extensión de tierra que cada familia podrá poseer. Hemos dividido tu pueblo en siete clases, según las diferentes condiciones; se prohibirá a cada familia, a cada clase, poseer una extensión de tierra mayor que la absolutamente necesaria para alimentar el número de miembros que la componen… Todos tendrán tierra, pero muy poca cada uno, y serán conminados a cultivarla bien».

## Valoración

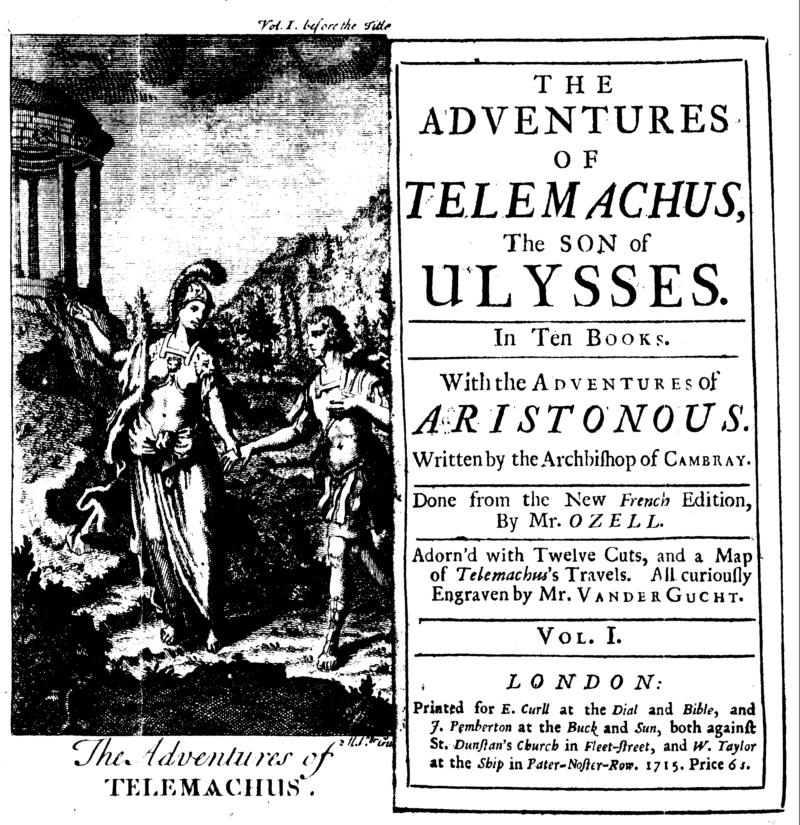
Portada de la edición inglesa de Las aventuras de Telémaco de 1715.

«Mientras que la Historia de los sevarambas es el modelo de ficciones de marco geográfico, el Telémaco (1699) fue el precursor de los relatos con encuadre histórico antiguo» y «su éxito pone de moda este tipo de ficción donde se opone a la desigualdad de la sociedad moderna la feliz igualdad de los pueblos simples y frugales».
Entre las obras que siguieron la estela del Telémaco de Fénelon la más famosa fue la novela Sethos (Séthos), del monje Jean Terrasson (1670-1750), publicada en 1731, cuya acción transcurre en el antiguo Egipto.